# Sandman (revista em quadrinhos)
Sandman é uma publicação em série de história em quadrinhos para adultos (banda desenhada em Portugal), escrita por Neil Gaiman e publicada pela Vertigo (selo da DC Comics) em 1989, que descrevem a vida de Sonho - o senhor dos sonhos e governante do Sonhar (o mundo dos sonhos - e sua interação com o universo, o humanos e, outras criaturas.
Descrita como "história em quadrinhos para intelectuais" pelo expoente do jornalismo literário Norman Mailer, Sandman foi a primeira HQ multi-premiada a entrar na lista dos best-sellers literários do The New York Times.
Entre os muitos ilustradores que já trabalharam nesta publicação, incluem-se Bill Sienkiewicz, Dave McKean, Sam Kieth, Charles Vess, Miguelanxo Prado, Jill Thompson, J. H. Williams III, Milo Manara, Mike Dringenberg, Shawn McManus, Marc Hempel e Michael Zulli. 

## História
A história é vista do ponto de vista de Sonho, um dos sete perpétuos, a representação antropomórfica do sonho, inicialmente preso por um grupo de humanos que almejava prender sua irmã mais velha Morte para que se tornassem imortais, mas falham e capturam sonho.
Sonho (que também é conhecido como Morpheus, Sandman, Oneiros, (Lorde) Moldador, Kai’Ckul, senhor do sonho e vários outros em línguas já esquecidas) é o governante do Sonhar. Ele é um Pérpetuo - os Perpétuos (the Endless) são manifestações antropomórficas de aspectos comuns a todos os seres vivos: Destino,  Morte, Sonho, Destruição, Desejo, Desespero e Delírio. Os 7 perpétuos não são deuses, mas sim entidades além, responsáveis pelo ordenamento da realidade conhecida. Só sua existência mantém coeso o universo físico e todos os seres vivos.

### O Sonhar
As mentes de todos os seres vivos estão ligadas ao reino de Morpheus, o Sonhar. É para lá que vão as almas de todos os que dormem e onde são guardadas lembranças e pensamentos da hora do sono. O Sonhar guarda também o mundo imaginário de cada sonhador, várias realidades alternativas e seres imaginários se escondem lá. Sua biblioteca abriga bilhões de livros que nunca foram escritos. Toda a sanidade mental dos seres depende da boa administração desse reino (já que a realidade física do universo e mental dos seres também depende de nada "vazar" de lá para cá) e Sandman executa suas funções de maneira magistral. Sonho parece ser o único Perpétuo a povoar seu reino: no sonhar vivem, por exemplo, Caim e Abel. Segundo o próprio Sandman, os deuses são gerados no Sonhar, nascendo como sonhos, e só então assumindo seu papel como divindades.
O castelo no qual Sonho habita e todo o resto do Sonhar mudam de aspecto à sua vontade, mas certas áreas têm sua forma mantida como uma cortesia a seus habitantes. Ele inclusive mantém empregados para executar tarefas que poderia realizar facilmente, incluindo a reorganização do castelo e a vigilância de sua entrada.
Os outros Perpétuos têm seus próprios lares. Destino, por exemplo, está sempre perambulando por um jardim onde, não importa em que direção ande, há sempre vários caminhos à sua frente e um único atrás de si. Desespero "mora" num local coberto de bruma e névoa, onde ratos se escondem, e cercada por espelhos. Morte é a única dos Perpétuos que não tem seu reino mostrado diretamente, provavelmente porque a Morte habita em todos os lugares da criação. Na homenagem feita à Sandman em "Morte - a Festa", o reino dela é mostrado, e é o local onde a "balada", realizada por Delírio e Desespero, acontece. Mas nada parecido consta no Sandman oficial.

### Perpétuos
Os Perpétuos ou Sem Fim (Destino,  Morte, Sonho, Destruição, Desejo, Desespero e Delírio) são um grupo de seres que personificam vários aspectos do universo na série de história em quadrinhos Sandman, de Neil Gaiman. Eles existem desde a aurora dos tempos e acredita-se que estão entre as criaturas mais poderosas (ou pelo menos influentes) do universo DC, inferiores talvez apenas a alguns Anjos (Lúcifer e Miguel em particular) e a própria Presença (Deus no Universo DC),e desempenham papeis centrais ao longo da história da qual Sonho é o protagonista.
Os Perpétuos são uma família pouco convencional de sete irmãos. Em suas formas mais comuns, todos têm a pele branca (apesar de Destruição, Delírio e Destino serem bem menos pálidos que os outros) e a maioria tem cabelos negros, mas as aparências e personalidades variam bastante. Eles têm algum controle sobre os conceitos que representam mas, da mesma forma que os deuses retratados em Sandman, também são modelados a partir de expectativas e crenças subconscientes dos seres conscientes. Em particular, a aparência de Sonho varia bastante, conforme o observador.
Todavia este aspecto da história é muito relativo, muitas vezes Sonho assim como várias divindades que aparecem durante a série tem seu poder e/ou aparência fornecidos a eles pelos humanos, tendo também, muitos dos deuses tendo sido em teoria criados no sonhar.
Sua própria existência é irregular, uma vez que eles não são seres vivos, nem mesmo divindades eles são apenas aspectos da existência não podendo por exemplo serem mortos no sentido literal da palavra, pelo menos não enquanto suas funções forem necessárias, como mostrado em Os Livros de Magia, onde os últimos seres do universo são Destino e Morte, e esta leva o mais velho dos perpétuos dizendo que irá, em seguida fechar o universo e não deve haver mais ninguém no local.

### Arcos de história
No total, são 13 arcos originais que contam a história de Sandman em 75 números. Entre parênteses, as edições que pertencem a cada arco.
1. Sandman: Prelúdios e noturnos (01 a 08)
2. Sandman: A casa de bonecas (9 a 16)
3. Sandman: Terra dos Sonhos (17 a 20)
4. Sandman: Estação das brumas (21 a 28)
5. Sandman: Espelhos distantes (29 a 31 e 50)
6. Sandman: Um jogo de Você (32 a 37)
7. Sandman: Convergência (38 a 40)
8. Sandman: Vidas breves (41 a 49)
9. Sandman: Fim dos mundos (51 a 56)
10. Sandman: Entes queridos (57 a 69)
11. Sandman: Despertar (70 a 73)
12. Sandman: Exílio (74)
13. Sandman: A tempestade (75)

## Publicações

### Publicações originais
Sandman foi inicialmente publicado como uma série mensal. As histórias tinham geralmente cerca de 24 páginas, com oito exceções dentro do arco da história principal: edição # 1, "O Sono dos Justos" (40 páginas); edição # 14, "Os Colecionadores" (38 páginas); edição # 32, "Chacina na Quinta Avenida" (25 páginas); edição # 33, "Cantigas de Ninar da Broadway" (23 páginas); edição # 36, "Sobre o Mar, Rumo o Céu" (39 páginas); edição # 50, "Espelhos Distantes: Ramadã" (32 páginas); edição # 52, "O Conto de Cluracan" (25 páginas); edição # 75, "A Tempestade" (38 páginas). ). A série principal durou 75 edições, publicadas entre janeiro de 1989 e março de 1996, além de uma edição especial chamada “A Canção de Orfeu”, publicada em 1991, e alguns contos curtos publicados nas antologias da Vertigo.
Com o aumento da popularidade da série, a DC Comics começou a publicá-las em edições de capa dura e brochura, cada uma delas representando um arco completo ou uma coleção de contos relacionados.

#### Edição encadernada
Um total de dez encadernados de capa dura e brochura foram publicados, cada um contendo um arco completo ou uma coleção de contos relacionados. Foi lançado ainda um encadernado extra, compilando as minisséries protagonizadas por Morte, a irmã de Sonho.
- Sandman: Prelúdios e Noturnos (2003): compila as edições #1-8 de Sandman, publicadas originalmente entre 1988-1989. Sonho relata sua captura por um mago chamado Roderick Burgess, em 1916. Ele permaneceu aprisionado numa redoma de vidro durante cerca de setenta anos antes de conseguir se libertar. Após escapar, ele deve recuperar seus objetos de poder: a algibeira de areia dos sonhos, seu elmo e o rubi dos sonhos. Ainda em um estado enfraquecido, confronta uma viciada em sonho em pó, as legiões do Inferno, e um louco Doutor Destino no processo. Nesse arco há aparições de diversos personagens da DC Comics, incluindo John Constantine, Senhor Milagre, o Caçador de Marte, Etrigan o Demônio, e o Wesley Dodds, o Sandman da Era de Ouro dos quadrinhos. O arco ainda apresenta a introdução de Lúcifer.
- Sandman: Casa de Bonecas: reúne as edições #9-16 de Sandman, publicadas originalmente entre 1989-1990. Revela-se mais sobre as relações entre os Perpétuos e os seres humanos. A primeira revista do arco intercala acontecimentos simultâneos na Terra e no Sonhar. Na Terra é mostrado o encontro entre Rose Walker e Unity Kinkaid, que lhe revela ser sua avó. A mãe de Rose nasceu quando Unity estava em coma (ela foi vítima de um dos muitos distúrbios do sono motivados pela prisão de Sonho). No Sonhar, Morfeus persegue sonhos desonestos que escaparam do Sonhar durante sua ausência.No processo, ele deve destruir as ilusões de uma vida familiar, desmantelar uma convenção de serial killers, e lidar com um "vórtice dos sonho", um ser humano que nasce a cada era e que ameaça a existência de todo o Sonhar.
- Sandman: Terra dos Sonhos: reúne as edições 17-20 de Sandman, publicadas originalmente em 1990. Esse volume contém quatro histórias independentes. A musa aprisionada Calíope, é obrigada a fornecer insipiração para um autor de livros fracassado, uma gata procura mudar o mundo através dos sonhos, William Shakespeare apresenta uma peça para um público sobrenatural, e uma metamorfa imortal anseia por morte.
- Sandman: Estação das Brumas: reúne as edições #21-28 de Sandman, publicadas originalmente entre 1990-1991.  Após um conclave dos Perpétuos, Sonho viaja ao inferno para libertar uma ex-amante, a princesa Nada, a quem ele condenou ao tormento milhares de anos antes. Lá, Sonho descobre que Lúcifer abandonou seu domínio. Lúcifer dá a chave do inferno (e, portanto, a propriedade do Inferno) para Sonho, e o próprio Morfeus se vê preso em uma rede emaranhada de ameaças, promessas e mentiras, feitas por deuses e demônios de vários panteões que buscam ganhar a propriedade do Inferno.
- Sandman: Um Jogo de Você: reúne as edições #32-37 de Sandman, publicadas originalmente entre 1991-1992.  Barbie, uma nova-iorquina divorciada (introduzida em Casa de Bonecas), viaja para o reino mágico que ela costumava habitar em seus sonhos, apenas para descobrir que ele está sendo ameaçado pelas forças do Cuco. Esta série apresenta Thessaly, a última das bruxas da Tessália, que irá desempenhar um papel fundamental no destino final de Morfeus.
- Sandman: Fábulas e Reflexões: reúne as edições #29-31, #38-40 e #50 de Sandman, a edição “Sandman Especial: A Canção de Orfeu” e o conto Vertigo Preview #1: Medo de Cair, publicados entre 1991–1993. Esse volume é uma coleção de contos ambientados ao longo da história de Morfeu, a maioria deles originalmente publicado imediatamente antes ou depois do arco "Um Jogo de Você". Quatro edições que contam histórias sobre reis e governadores, foram originalmente publicados sob o título de Espelhos Distantes, enquanto outras três, detalhando reuniões de vários personagens, foram publicados sob o título "Convergências". Fábulas e Reflexões inclui a edição Sandman Especial, publicado originalmente como uma edição independente, que assimila o mito de Orfeu para o mito de Sandman, além de uma história muito curta de Sandman, publicada na revista promocional Vertigo Preview.
- Sandman: Vidas Breves: reúne as edições #41-49 de Sandman, publicadas originalmente entre 1992-1993. A errática irmã mais nova de Sonho, Delirium o convence a ajudá-la na busca de seu irmão desaparecido, o Perpétuo Destruição, que deixou o seu lugar na "família" há 300 anos. Sua busca é marcada pela morte de todos ao seu redor, e, eventualmente, Morfeu tem de se voltar para seu filho Orfeu para descobrir o paradeiro de Destruição e, em troca, dar ao filho o seu maior desejo: a morte.[7]
- Sandman: Fim dos Mundos: reúne as edições #51-56 de Sandman, publicadas originalmente em 1993. Uma "tempestade de realidade" arrasta viajantes de todo o cosmos para a "'Pousada Fim dos Mundos". Para passar o tempo, eles trocam histórias entre si. Cinco das seis histórias tem a participação de Sonho ou algum dos outros Perpétuos; uma delas tem a participação de Hob Gadling, amigo de Sonho. Um destaque é a edição #54, chamada “O Menino de Ouro”, onde Neil Gaiman reinventa o antigo personagem da DC Comics, Prez Rickard, o primeiro adolescente a se tornar presidente dos EUA.
- Sandman: Entes Queridos: reúne as edições #57-69 de Sandman, e a o conto extra Vertigo Jam # 1: O Castelo, publicados originalmente entre 1993-1995. Impossíveis de serem detidas em sua missão de vingança, elas não parariam antes que o crime que desejavam punir fosse vingado e limpo com sangue. As pessoas assustadas as chamavam de Bondosas ou Fúrias. Agora, Sonho dos Perpétuos, seus amigos e sua família se encontram presos em uma sombria conspiração. E alguém irá morrer.
- Sandman: O Despertar: reúne as edições #70-75 de Sandman, publicadas originalmente entre 1995-1996. Deuses antigos, velhos amigos e inimigos se reúnem para prestar um tributo à Sonho, e para recordar, no velório mais estranho que já existiu. E, no final de sua vida, William Shakespeare cumpre a última parte de sua barganha com Morfeu.
- Morte: reúne as minisséries 'Morte: O Alto Preço da Vida', 'Morte: O Grande Momento da Vida' e ' A Morte Fala da Vida ', uma HQ educativa sobre sexo seguro, publicados originalmente entre 1993-1996. Em 'O Alto Preço da Vida', acompanhamos o dia, a cada 100 anos, em que Morte desce a terra como mortal para entender melhor seu trabalho. Em 'O Grande Momento da Vida', vemos morte acompanhando Hazel e FoxGlove, personagens que apareceram originalmente no arco “Um Jogo de Você”, de Sandman.

Sandman, retornou em outubro de 2013, em um novo arco escrito por Neil Gaiman e ilustrado por J. H. Williams III. O arco de seis edições, chamado Overture (Prelúdio), se passa antes do arco 'Prelúdios e Noturnos' e conta os eventos que levaram à captura de Sonho por Roderick Burgess na primeira edição da série mensal.

#### Edição definitiva
Em 2006, com o aniversário de 10 anos do fim da série, Sandman foi republicado em uma nova edição, chamada 'Absolute Edition' (Edição Definitiva, no Brasil). A Edição Definitiva de Sandman é uma edição de luxo que reúne todo o material da série produzido por Neil Gaiman até então, por isso não há nenhum dos spin-offs feitos por outros autores. A série rendeu cinco edições, com cerca de 600 páginas cada, além de uma edição extra dedicada a Morte, irmã de Sonho, que reúne todas as histórias dela criadas por Neil Gaiman; essa edição possui cerca de 300 páginas.
- Sandman – Edição Definitiva Vol. 1: lançado em novembro de 2006, esse volume reúne as edições #1–20 de Sandman, além das propostas iniciais de Sandman e o roteiro original de 'Sandman #19: Sonho de Uma Noite de Verão'. Os capítulos #1-18 de Sandman foram recoloridos especialmente para essa edição.
- Sandman – Edição Definitiva Vol. 2: lançado em outubro de 2007, esse volume reúne as edições #21–39 de Sandman, além da história extra 'Vertigo: Winter's Edge 1 – As Flores da Paixão', o roteiro original de 'Sandman #23: Estação das Brumas – Capítulo 2', e a galeria de imagens “Sandman: Uma Galeria de Sonhos”.
- Sandman – Edição Definitiva Vol. 3: lançado em junho de 2008, esse volume reúne as edições #40–56 de Sandman, além da edição especial “Sandman Especial: A Canção de Orfeu”, os conto Vertigo Preview #1: Medo de Cair e Vertigo: Winter's Edge #3: Como Eles se Encontraram, o roteiro original de 'Sandman #50: Espelhos Distantes – Ramadã' e a galeria de imagens “A Galeria dos Perpétuos”.
- Sandman – Edição Definitiva Vol. 4: lançado em novembro de 2008, esse volume reúne as edições #57–75 de Sandman, além do conto extra 'Vertigo Jam #1: O Castelo' e dos roteiros e esboços originais de 'Sandman #57: As Bondosas – Capítulo 1' e 'Sandman #75: A Tempestade'.
- Morte – Edição Definitiva: lançado em novembro de 2009, esse volume reúne as edições #08 e #20 de Sandman, as minisséries Morte: O Alto Preço da Vida e Morte: O Grande Momento da Vida; os contos Vertigo: Winter's Edge #2: Um Conto de Inverno, Morte e Venza de Noites Sem Fim e  A Roda da revista 9-11. Como extra tem a história A Morte Fala da Vida, uma HQ educativa sobre sexo seguro; e uma coletânea de imagens chamada Morte, Uma Galeria,
- Sandman – Edição Definitiva Vol. 5: lançado em novembro de 2011, esse volume reúne a graphic novel em sete capítulos Sandman: Noites Sem Fim; as duas versões, em quadrinhos e em conto ilustrado de Os Caçadores de Sonhos; o conto crossover Sandman: O Teatro da Meia-Noite e o conto "A Última História de Sandman", lançado originalmente na coletânea "Capas na Areia".[11]

#### Edição comentada
Embora inicialmente hesitante sobre a publicação de edições comentadas, Gaiman finalmente mudou de ideia quando ele esqueceu uma referência quando perguntado sobre isso por um leitor. A tarefa de comentar a série foi realizada por um amigo de Gaiman, Leslie S. Klinger, que trabalhou a partir dos roteiros originais dados a ele por Gaiman.
O primeiro volume de Sandman – Edição Comentada (The Annotated Sandman, no original), foi publicado pela DC Comics em janeiro de 2012 como um grande livro em preto-e-branco com uma introdução de Neil Gaiman e incluiu as edições #1-20 de Sandman. As anotações são apresentadas de página-a-página, com seções citadas do scripts original e a visão de Gaiman para as diversas referências do Universo DC, além de referências históricas e mitológicas incluídas nos quadrinhos. O segundo volume foi lançado em Novembro de 2012, e reúne as edições # 21-39 de Sandman. O terceiro volume foi lançado em Outubro de 2014, e reúne as edições #40-55 de Sandman, a edição especial Sandman Especial: A Canção de Orfeu e o conto "Como Eles se Encontraram", publicado originalmente na antologia Vertigo: Winter's Edge #3. O quarto e último volume ainda não tem previsão de lançamento.

#### Edição omnibus
Sandman Omnibus é uma enorme edição de capa dura em dois volumes, que foi lançada em 2013 para comemorar o 25º aniversário do Sandman. O primeiro volume reúne as edições #1-37 e a edição especial Sandman Especial: A Canção de Orfeu. O segundo volume reúne as edições #38-75 e os contos extras Vertigo Jam #1: O Castelo e Vertigo: Winter's Edge #3: Como Eles se Conheceram. Os capítulos #1-18 apresentam a nova colorização feita para a Edição Definitiva. Os volumes apresentam uma capa semelhante a couro, em preto e vermelho, e tem mais de 1.000 páginas cada.
Foi lançada ainda uma versão especial de The Sandman Omnibus, chamada de Silver Edition. Essa edição foi limitada a 500 cópias e autografada por Neil Gaiman. A Silver Edition tem capa prateada semelhante a couro e vem com um box, com prateado e uma página numerada com a assinatura de Gaiman.

### Publicações no Brasil
No Brasil, já houve várias tentativas de publicação de Sandman por parte de diversas editoras, porém apenas três editoras chegaram a publicá-lo por completo no país.
A primeira editora a publicar Sandman no Brasil foi a Editora Globo, que entre 1989-1998, traduziu e publicou as 75 edições em seu formato original de revista mensal, tornando-se a primeira editora a publicar a completamente a série no Brasil. Em 1993 a Editora Globo lançou ainda a edição especial Sandman Special: The Song of Orpheus, sob o nome de Sandman – Orpheus e a minissérie em três edições Morte - O Preço da Vida, focada em Morte, irmão de Sonho. Com o sucesso da série, a editora lançou ainda a edição encadernada de Sandman, porém só chegou a publicar os cinco primeiros volumes, cancelando a publicação após isso. Em 1997, a minissérie em três edições Morte - O Grande Momento da Vida, foi lançada no Brasil pela Editora Abril. Em 1998, a Editora Metal Pesado publicou a minissérie Destino - Crônica de Uma Morte Anunciada; e o especial Sandman – O Teatro da Meia-Noite, crossover entre o Sandman de Neil Gaiman e Wesley Dodds, o Sandman da Era de Ouro.
Em 1999, houve uma tentativa de publicar a série por parte da Editora Tudo em Quadrinhos, mas essa só chegou a publicar as cinco primeiras edições da série. No mesmo ano, retomando de onde a Tudo em Quadrinhos parou, a Editora Atitude lançou as edições #6 e #7 de Sandman, mas também não continuou a série. No ano 2000, a Editora Brainstore resolveu retomar a série de onde a Atitude havia parado, porém não também não chegou a finalizá-la, publicando apenas as edições de #8 a #28 e a edição especial Sandman – Orpheus, entre 2000 e 2003. A Editora Brainstore publicou ainda os dois primeiros encadernados de Sandman, contendo os arcos Prelúdios e Noturnos e Casa de Bonecas, mas também não concluiu essa coleção. Publicou também o livro ilustrado Os Pequenos Perpétuos e três títulos da coleção Sandman Apresenta antes de abandonar a série de vez.
Entre 2001 e 2003, a editora Opera Graphica publicou a minissérie Sandman Apresenta - Merv Pumpkinhead - Agente dos Sonhos em 2 edições; e Sandman: Capas na Areia, também em 2 edições, um livro que reúne todas as capas originais feitas pelo artista Dave McKean para a série Sandman. Mais tarde, em 2005, Sandman: Capas na Areia foi republicado pela editora em uma edição única.
Em 2005, os direitos da série foram adquiridos pela Editora Conrad. Esta publicou, entre 2005 e 2008, os dez volumes da edição encadernada de Sandman, sendo a primeira editora a completar essa edição e a segunda a publicar Sandman por completo no Brasil. A Conrad lançou ainda o encadernado extra Morte, focado a irmã mais velha de Sonho; a graphic novel de sete capítulos The Sandman: Endless Nights (traduzida como Sandman: Noites Sem Fim); e a história Death: At Death's Door (traduzida como Morte: a Festa), uma história em estilo mangá estrelando a Morte dos Perpétuos.
A Ediouro Publicações comprou, em 2006, os direitos de publicação dos quadrinhos do selo Vertigo no Brasil, e no mesmo ano, junto com a Futuro Comunicação, funda um novo selo de quadrinhos chamado Pixel Media. Em 2008, com os problemas financeiros enfrentados pela Conrad, a editora perdeu os direitos da série Sandman, que foram comprados pela Pixel Media. Ainda em 2008, a Pixel Media faz uma tentativa de lançar a Sandman – Absolute Edition, dividindo-a em várias partes para diminuir o preço. A editora chegou a publicar duas edições de parte do volume #1 da Absolute Edition, mas não continuou a série. Em abril de 2009, a Pixel Media cancela seu contrato com a DC Comics, e os direitos de publicação dos selos Vertigo e Wildstorm são comprados pela Editora Panini.
A Editora Panini tentou uma nova publicação de Sandman no Brasil em 2010, dessa vez no formato da Sandman – Absolute Edition americana, que foi publicada no Brasil como Sandman – Edição Definitiva. A Panini publicou as edições com seu conteúdo original completo (porém em tamanho menor que o original americano), e não o dividindo, como fez a Pixel. Os volumes #1-4 de Sandman – Edição Definitiva foram publicados entre 2010-2013, sendo um volume por ano.  Assim, a Editora Panini se tornou a terceira editora a publicar Sandman de forma completa no Brasil. Em 2014, a Panini publicou o volume extra Morte – Edição Definitiva, dedicado a Morte dos Perpétuos, irmã de Sonho. A editora vem publicando desde 2008 vários derivados de Sandman, incluindo alguns nunca antes publicados no Brasil. O volume #5, o último de Sandman – Edição Definitiva, que contém histórias extras feitas por Neil Gaiman sobre o universo de Sandman, foi lançado em 2018. Ainda em 2018, foi publicado um box contendo as seis edições definitivas mais a edição completa de Sandman: Prelúdio. Em 2019, a Panini iniciou a publicação da edição comemorativa de trinta anos da série, porém o primeiro volume apresentou diversos erros de edição que chegaram ao conhecimento do autor, Neil Gaiman, que classificou como "desapontador" o ocorrido. Após a repercussão, a editora anunciou um recall da edição.